# Курколь (озеро)
Курколь (каз. Құркөл) — озеро в Узункольском районе Костанайской области Казахстана. Находится в 7 км к северу от села Ершовка.
По данным топографической съёмки 1944 года, площадь поверхности озера составляет 4,26 км². Наибольшая длина озера — 2,7 км, наибольшая ширина — 2,2 км. Длина береговой линии составляет 8 км, развитие береговой линии — 1,09. Озеро расположено на высоте 168 м над уровнем моря.